# 川筋村
川筋村（かわすじむら）は、石川県河北郡にあった村。現在の金沢市の北西部、北陸本線金沢駅の北北西、浅野川右岸にあたる。

## 地理
- 現在の金沢市農業協同組合本所（松寺）がある。
- 河川 ： 浅野川

## 歴史
- 1889年（明治22年）4月1日 - 町村制の施行により、沖村、磯部村、松寺村及び寺町村の区域をもって、川筋村が発足する。
- 1907年（明治40年）8月10日 - 川筋村、河崎村及び木越村が合併して、川北村が発足する。

## 行政

### 村長
| 代数 | 氏名           | 就任年月日                | 退任年月日                | 備考 |
| ---- | -------------- | ------------------------- | ------------------------- | ---- |
| 1    | 黒田太兵衞     | 1889年（明治22年）5月27日 | 1893年（明治26年）5月26日 |      |
| 2    | 黒田太兵衞     | 1893年（明治26年）6月14日 | 1899年（明治32年）1月3日  |      |
| 3    | 宮下四郎右衛門 | 1899年（明治32年）2月14日 | 1900年（明治33年）3月9日  |      |
| 4    | 岡本新右衞門   | 1900年（明治33年）4月11日 | 1905年（明治38年）3月3日  |      |
| 5    | 小寺友文       | 1905年（明治38年）3月23日 | 1907年（明治40年）8月9日  |      |